# The Early EPs
The Early EPs je kompilační album anglické skupiny Happy Mondays. Vydáno bylo 25. října 2019, a to jak digitálně, tak i na čtyřech 12" barevných gramofonových deskách. Všechny nahrávky byly nově remasterovány. Kompilace obsahuje první čtyři extended play kapely z let 1985 až 1987 – Forty Five (1985; produkce Mike Pickering), Freaky Dancin/The Egg (1986; produkce Bernard Sumner), Tart Tart (1987; produkce John Cale) a 24 Hour Party People (1987; produkce David Young). Vydání alba bylo oznámeno počátkem října 2019, kdy byl zároveň zveřejněn nový animovaný videoklip k písni „The Egg“ v režii Petea Fowlera.

## Seznam skladeb
| Forty Five | Forty Five   | Forty Five |
| Pořadí     | Název        | Délka      |
| ---------- | ------------ | ---------- |
| 1.         | Delightful   |            |
| 2.         | This Feeling |            |
| 3.         | Oasis        |            |

| Freaky Dancin/The Egg | Freaky Dancin/The Egg              | Freaky Dancin/The Egg |
| Pořadí                | Název                              | Délka                 |
| --------------------- | ---------------------------------- | --------------------- |
| 1.                    | Freaky Dancin (koncertní nahrávka) |                       |
| 2.                    | The Egg                            |                       |
| 3.                    | Freaky Dancin                      |                       |

| Tart Tart | Tart Tart              | Tart Tart |
| Pořadí    | Název                  | Délka     |
| --------- | ---------------------- | --------- |
| 1.        | Tart Tart              |           |
| 2.        | Little Matchstick Owen |           |

| 24 Hour Party People | 24 Hour Party People | 24 Hour Party People |
| Pořadí               | Název                | Délka                |
| -------------------- | -------------------- | -------------------- |
| 1.                   | 24 Hour Party People |                      |
| 2.                   | Yahoo                |                      |
| 3.                   | Wah Wah (Think Tank) |                      |